# Nam Tháp Quang Dũng
Nam Tháp Quang Dũng (南塔光涌[湧], Nantō Kōyū, 850-938) là một thiền sư Trung Quốc, đệ tử đời thứ 3 Quy Ngưỡng Tông, nối pháp Ngưỡng Sơn Huệ Tịch. Ông là một thiền sư nổi tiếng, ông có rất nhiều đồ chúng. Pháp Tử của ông là Thiền sư Ba Tiêu Huệ Thanh.

## Cơ duyên hành đạo
Sư là người Phong Thành, Dự Chương, Tỉnh Giang Tây, họ là Trương. Theo như được truyền lại, khi mẹ sinh ra Sư, có thần quang soi sáng khắp sân, ngựa trong chuồng đều kinh hoảng, nhân đó đặt tên sư là Quang Dũng. Thuở nhỏ sư rất thông minh, từ nhỏ ông đã học Nho điển và kinh luận, sau xuất gia ở Thạch Đình (石亭) và được Chơn Công (眞公) ở Khai Nguyên Tự (開元寺) truyền trao huyền chỉ của Tịnh Danh Kinh (淨名經). Năm 19 tuổi, ông thọ Cụ Túc giới với Đới Công (戴公) ở Thọ Sơn Tự (壽山寺), Nhượng Châu (襄州), tỉnh Hồ Bắc. Sau theo Ngưỡng Sơn Huệ Tịch tu tập. Sự ngộ đạo của sư được nhắc đến thông qua công án sau:
Ngưỡng Sơn hỏi:
- Ngươi đến làm gì?
Sư thưa:
- Đảnh lễ ra mắt Hòa thượng.
- Thấy Hòa thượng chăng?
- Dạ thấy.
- Hòa thượng sao giống in lừa?
- Con thấy Hòa thượng cũng chẳng giống Phật.
- Nếu chẳng giống Phật thì giống cái gì?
- Nếu có chỗ giống thì cùng lừa khác gì?
Ngưỡng Sơn ngạc nhiên nói:
- Phàm thánh cả hai đều quên, tình hết, thể hiện bày, ta lấy đây nghiệm xét người, hai mươi năm không ngờ vực. Con nên gìn giữ đó.
Ngưỡng Sơn thường chỉ Sư bảo với người:
- Kẻ này là nhục thân Phật.
Sau sư tu tập triệt ngộ và được Ngưỡng Sơn ấn chứng trở thành pháp tử của Ngưỡng Sơn.Sau sư về núi Nam Tháp trụ trì, đệ tử đến tu tập rất nhiều.
Sư thị tịch vào mùa hạ năm thứ 2 niên hiệu Thăng Nguyên (昇元), thọ 89 tuổi đời và 70 hạ lạp.

## Pháp Ngữ và Công Án Thiền
Có vị Tăng hỏi:
- Văn-thù là thầy bảy đức Phật, Văn-thù có thầy chăng?
Sư đáp:- Gặp duyên liền có.
- Thế nào là thầy Văn-thù?
Sư dựng đứng cây phất tử chỉ đó.
Tăng thưa:- Cái ấy là phải sao?
Sư ném cây phất tử khoanh tay.
Tăng hỏi:- Thế nào là diệu dụng một câu?
Sư đáp:- Nước đến thành hồ.
- Chân Phật ở tại chỗ nào?
- Nói ra không tướng, cũng chẳng tại nơi khác.